# Delphine de Cool
Marie Marcelle Delphine Fortin, bekend als Delphine de Cool, Cool-Fortin en soms Cool-Arnould (Limoges, 25 december 1830 - 16 januari 1921) was een Frans kunstschilder, lerares en specialist in emailleren.

## Biografie
Delphine Fortin werd in 1830 geboren in Limoges als dochter van Paul Marie Fortin (1809-1862), porseleinschilder, en Ursule Bruage. Haar vader leerde haar op zeer jonge leeftijd de kunst van het emailleren en schilderen van porselein, waarin ze zeer getalenteerd bleek te zijn. Ze werd tussen 1860 en 1876 aangenomen als maker van modellen en kopieën van de grote meesters door de Manufacture nationale de Sèvres. Deze werken bevinden zich in het Musée National de la Porcelaine A. Dubouché in Limoges.
In 1850 trouwde ze met Alexandre de Cool (1826-1878), literator, die in 1874 naar Brazilië ging om fortuin te maken, echter zonder succes. Hij vertaalde enkele werken uit het Portugees. Ze kregen drie kinderen, van wie er één, Gabriel de Cool (1854-1936), ook kunstschilder werd. Rond 1855 vertrok de familie Cool van Limoges naar Parijs en vanaf dan signeerde ze haar werken met "Delphine de Cool".
In 1890 trouwde ze met Arthur Arnould, schrijver en journalist. Daarna nam ze de leiding over van een instelling die was opgericht door Élisa Lemonnier, de meisjesschool in l'Arbre-Sec, waar ze veel jonge meisjes opleidde in de kunst van het emailleren op koper, waaronder Marie Puisoye (1855-1942). Datzelfde jaar publiceerde ze "Traité de peintures vitrifiables sur porcelaine dure et porcelaine tendre sur émail", dat enig succes had in Engeland. Ze werd lid van deSociété des gens de lettres.
Ze was lid van de delegatie van Franse vrouwelijke kunstenaars die werden uitgenodigd op de World's Columbian Exposition in 1893 in Chicago om te exposeren in de Woman's Building. Ze exposeerde er haar schilderijen en porseleinen creaties.
Ze overleed op 16 januari 1921 en werd begraven in Argenteuil.
Haar werk Homme fumant une cigarette werd opgenomen in het boek Women Painters of the World uit 1905.

## Werken (selectie)

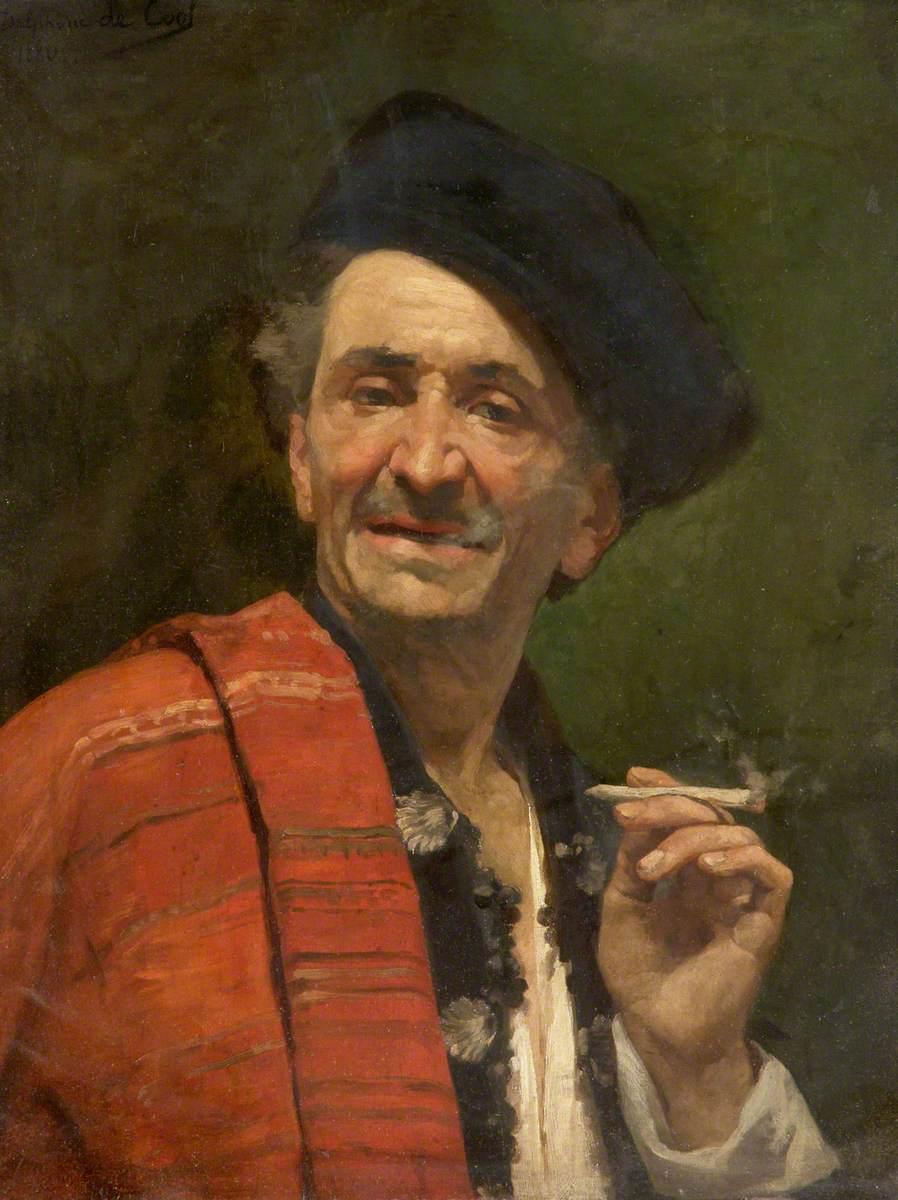
Homme fumant une cigarette, olieverf op doek (1880)
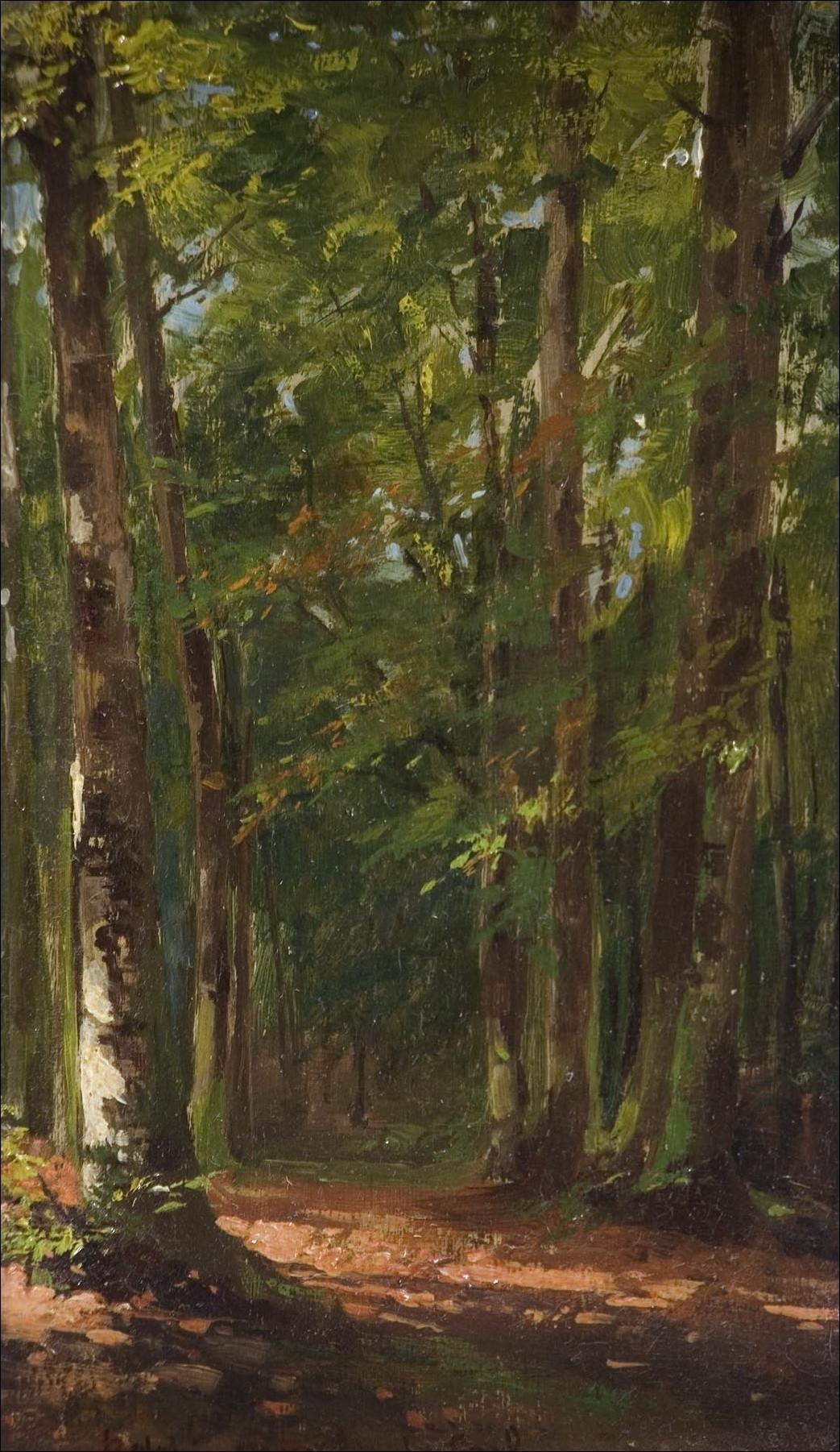
Clairière
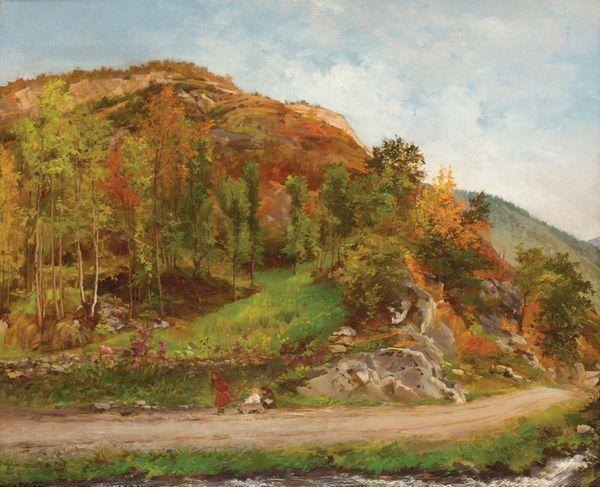
Jeux d'enfants

- Biblioteca Nacional de España: XX1574823
- Bibliothèque nationale de France: cb14421627r (data)
- RKD-Nederlands Instituut voor Kunstgeschiedenis: 115868
- Système universitaire de documentation: 250949806
- Union List of Artist Names: 500132127
- Virtual International Authority File: 27282737